# Hisamatsu Shin’ichi
Shin'ichi Hisamatsu (久松 真一, Hisamatsu Shin'ichi一, Go: Dakiishi-an (抱石庵), 5. Juni 1889 - 27. Februar 1980) war ein Philosoph, Gelehrter und Lehrer des Zen-Buddhismus und Meister der japanischen Teezeremonie (sadō oder chadō, 茶道, "der Weg des Tees"). Er war Professor an der Universität Kyoto und erhielt die Ehrendoktorwürde der Harvard-Universität.

## Leben und Wirken
Hisamatsu Shin’ichi beschäftigte sich früh mit der Jōdo-Shinshū-Richtung des Buddhismus, ihm kamen jedoch religiöse Zweifel. Als er an der Universität Kyōto unter dem Philosophen Nishida Kitarō studierte, ermutigte dieser ihn, unter Ikegami Shōzan (池上湘山; 1856–1928), Priester am Myōshin-ji, sich mit Zen zu befassen. Auch die Zen-Lehre Suzuki Daisetsus beeinflusste ihn. 1919 wurde er Professor an der Hanazono-Universität (花園大学) und ab 1929 zugleich auch Professor an der Ryūkoku-Universität. Von 1946 bis 1949 war er Professor an seiner Alma Mater.
Hisamatsu forschte über die Philosophie des Fernen Ostens, über Buddhismus und über die japanische Gedankenwelt. Er verglich westliche und östliche Kulturen von einem religiös-philosophischen Standpunkt aus. Er führte eine Zen-orientierte Gruppe namens „FAS Association“, die ihren Namen vom Motto ableitete: „To awake Formless self, to stand for the standpoint of All-mankind, to create Superhistorical history“.
1974 zog sich Hisamatsu in seine Heimat, Präfektur in Gifu (Präfektur Gifu), zurück, wo er auch starb.
Die Sammlung seiner Arbeiten „Hisamatsu Shin’ichi chosaku-shū“ (久松真一著作集) aus den Jahren 1969 bis 1980 enthält sein bekanntes Werk „Tōyōteki mu“ (東洋的無) – „Das fernöstliche Nichts“ aus dem Jahr 1939. Andere Werkbeispiele sind „Zettai shutaidō“ (絶対主体道) – etwa „Weg des absoluten Prinzips“ (1948) und das Zwiegespräch mit Seiichi Yagi (* 1932), das 1980 unter dem Titel „Kaku no shūkyō“ (覚の宗教) – etwa „Die Religion des Erwachens“ erschien.